# Ompok javanensis
Ompok javanensis es una especie de peces de la familia Siluridae en el orden de los Siluriformes.

## Distribución geográfica
Se encuentra en Java (Indonesia).